# كثير الصفوف
كَثيرُ الصُّفُوف (الاسم العلمي: Polystichum)، جنس نباتات سرخسية من فصيلة الخنشاريات، وفُصيلة الخنشارية، وفقًا لتصنيف مجموعة نشوء السلالات اللازهرية الوعائية لعام 2016 (PPG I). يضم الجنس حوالي 500 نوع ولديه توزيع عالمي. أعلى تنوع له في شرق آسيا، مع حوالي 208 نوع في الصين وحدها؛ والمنطقة الممتدة من المكسيك إلى البرازيل تضم 100 نوع إضافي على الأقل؛ أفريقيا (ما لا يقل عن 17 نوعا)، وأمريكا الشمالية (ما لا يقل عن 18 نوعا)، وأوروبا (ما لا يقل عن 5 أنواع) لديها تنوع أقل بكثير.